# Acca di Hexham
Acca di Hexham (Hexham, 668 circa – Hexham, 20 ottobre 740) è stato un vescovo e abate britannico dell'VIII secolo. È venerato come santo dalla chiesa cattolica e da quella anglicana.
Amico di Beda il Venerabile, che gli dedicò alcune opere, fu abate di Sant'Andrea e vescovo di Hexham. Sostenne l'espansione del Cristianesimo in Inghilterra, promuovendo la cultura latina e il canto gregoriano.
In seguito alla deposizione di re Ceolwulf di Northumbria, dovette per qualche tempo lasciare Hexham.